# Theileria annulata
Theileria annulata – należy do królestwa Protista, rodziny Theileriidae, rodzaj Theileria. Wywołuje u bydła chorobę pasożytniczą – teileriozę o nazwie tropikalna teilerioza bydła. Theileria annulata w krwinkach czerwonych występuje jako okrągły lub owalny trofozoit o wielkości 0,5-2 µm.